# Robert Amiet
Robert Amiet (* 19. Dezember 1911 in Straßburg; † 23. Januar 2000 in Lyon) war ein französischer katholischer Priester und Liturgiewissenschaftler.

## Leben
Seit 1917 lebte er in Lyon. Dort wurde er am 15. Mai 1936 in der Kathedrale von Lyon zum Priester geweiht. 1942 bis 1960 war er Schulseelsorger an zwei Gymnasien in Lyon, 1964 bis 1973 Studentenseelsorger an der Katholischen Universität Lyon.
Als Wissenschaftler galt sein Forschungsinteresse vor allem der Untersuchung der Geschichte der Osternacht. Daneben beschäftigte er sich mit der Geschichte der Liturgie des Mittelalters und der Bearbeitung liturgischer Quellen und Manuskripte. Er veröffentlichte eine Gesamtdarstellung sowohl der liturgischen Bücher als auch der liturgischen Manuskripte des Erzbistums Lyon sowie dreizehn Bände einer vierzehnbändigen Reihe zur Liturgie des Bistums Aosta.

## Schriften (Auswahl)
Siehe Pierre Collomb: Bibliographie de l’Abbé Robert Amiet. In: Ephemerides liturgicae 115, 2001, 111–120.
- Missels et bréviaires imprimés (supplément aux catalogues de Weale et Bohatta), Propres des saints (édition princeps). Paris 1990.
- La veillée pascale dans l’Église latine, Band 1: Le rite romain. Paris 1999.
- Monumenta Liturgica Ecclesiae Augustanae